# Оболенский, Пётр Васильевич Нагой
Пётр Васильевич Оболенский по прозвищу Нагой (?-1510) — русский князь, наместник и боярин и воевода на службе у московских князей Ивана III и Василия III. Происходил от Святого Михаила Черниговского. Сын князя Василия Ивановича Оболенского Косого. Рюрикович в XVII поколении, один из многочисленных князей Оболенских, служивших московским князьям. Основоположник ветви князей Нагих-Оболенских. (Нагоевых-Оболенский).

## Служба Ивану III
В числе детей боярских участвовал в походе Ивана III из Москвы на Новгород (1475/76). При обложении войсками великого князя Ивана III Новгорода был приставом у царевича Даньяра, и должен был стоять на Ковеле в монастыре (ноябрь 1477). Упомянут в 1469 году, когда участвовал в неудачном походе на Казань, командуя ратью над москвичами: сурожанами, суконниками, купчими людьми и прочих дел обывателями. Должен был сойтись в казанских местах с войсками Константина Александровича Беззубцева. Участвует в походах на Литву (1492 и 1493), вторым воеводой правой руки на пути к Великим Лукам. Сопровождает великую княжну Елену Ивановну в Вильно, как один из послов (1495).
В 1500 году пожалован в бояре, присутствует на свадьбе князя Василия Даниловича Холмского с дочерью Ивана III Васильевича Феодосией Ивановной в числе дружков.
В 1501 году под начальством боярина князя Даниила Васильевича Щени участвовал в походе на Литву и в битве при Ведроше, в качестве второго воеводы передового полка. В отсутствие государя оставался "ведать Москвой", вторым по старшинству.

## Служба Василию III
В 1510 году во время похода великого князя московского Василия III Ивановича на Новгород был оставлен наместником в Москве. В том же году умер.

## Семья
Сыновья: Андрей Лапа (ум. п. 1527) и Василий.